# میلوش کرکز
میلوش کرکز (سیریلیک صربی: Милош Керкез؛ زادهٔ ۷ نوامبر ۲۰۰۳) بازیکن فوتبال اهل مجارستان است که برای باشگاه فوتبال لیورپول در پست مدافع کناری بازی می کند.
وی همچنین در تیم ملی فوتبال مجارستان بازی کرده‌است.